# Ахундова, Егяна Аскер кызы
Егяна Аскер кызы Ахундова (азерб. Yeganə Əsgər qızı Axundova, род. 22 мая 1960 года) — азербайджанская пианистка, композитор и педагог. Народная артистка Азербайджана (2012).

## Биография
Егяна Ахундова родилась 22 мая 1960 года в Шеки.
В 1983 году окончила Азербайджанскую государственную консерваторию им. У. Гаджибекова (класс Н. Усубовой), а в 1985 стажировалась в Московской государственной консерватории под руководством профессора Л. Наумова.
В репертуаре Е. Ахундовой музыка разных стилей и эпох (И.С. Бах, Л. Бетховен, В. А. Моцарт, Ф. Шопен, Р. Шуман, Ф. Лист, К. Дебюсси, Ф. Пуленк, С. Рахманинов, С. Прокофьев, Д. Шостакович и др.), а также произведения азербайджанских композиторов (Узеир Гаджибеков, Кара Караев, Фикрет Амиров, Джейхун Гаджибеков, Солтан Гаджибеков, Ариф Меликов и др.).
Гастролирует за рубежом (Германия, Греция, Италия, Норвегия, Турция, Франция, Австрия, Польша, Великобритания, Россия, Испания, Венгрия, Марокко, Румыния и др.).
Выступала с Будапештским «Duna Palota» (Венгрия), «Royal Filarmonic» (Великобритания), со Стамбульским (Турция) Израильским, Йоханнесбургским, Венским камерным и другими оркестрами; дирижёры К. Керссенброк, Ш. Минц, Дж. Лоренза, Н. Наката, Р. Абдуллаев, Р. Меликасланов, Э. Багиров, Я. Адыгезалов, Э. Кулиев и др.
С 1984 года работает в Азербайджанской консерватории педагогом по специальности фортепиано, с 2003 года доцент, с 2005 — проректор по международным связям, с 2009 года — профессор.
Е. Ахундова активно занимается композиторской деятельностью и является автором фортепианных прелюдий, сонатин, концертной пьесы «Ашугская» для двух фортепиано, песен. Клип «Mi Parti» снятый на музыку Е. Ахундовой награждён премией «Лучший музыкальный клип в телевизионном пространстве Азербайджана». Впоследствии созданы 2 клипа: «İthaf» и «Mea Memoria». Эти композиции были посвящены памяти Гейдара Алиева.
С 2005 года читает курс лекций по азербайджанской и мировой культуре в Университете Хазар. В декабре 2006 года под руководством Е. Ахундовой состоялась премьера известной музыкальной комедии У. Гаджибекова Аршин мал алан на английском языке с участием студенческо-преподавательского состава Университета Хазар.
В октябре 2022 года альбом-антология фортепианных произведений «Фикрет Амиров 100» пианистки вошел в лонг-лист премии «Грэмми 2023» в категории «Best Classical Compendium».

## Научные работы
- «Фортепианные концерты С. Рахманинова»
- «Методико-исполнительский анализ Сонаты для фортепиано № 3 А. А. Скрябина»
- «Актуальные проблемы современного исполнительского искусства»
- «Исполнительское искусство как художественное творчество»
- «Исполнительский анализ 13 прелюдий С. В. Рахманинова (ор.32)» др.
- А также много численные пособия для игры на фортепиано для средних и высших учебных заведений

## Награды и звания
- Дипломант Международного Закавказского конкурса пианистов в Баку (Азербайджан, 1985)
- Заслуженная артистка Азербайджана (2006)
- Национальная премия «Хумай» (2007)
- Медаль имени Юсифа Маммедалиева (2007)
- Международная премия «Женщина Достижений» Евро-Американского Женского Консорциума (EAWC в Греции)
- Международная премия «Золотая муза Ниагары» (Канада, Международный Ниагарский Музыкальный фестиваль,2007)
- Премия Европейско-американского консорциума (EAWC) «Женщина достижений года» (2010)[8]
- Народная артистка Азербайджана (2012)
- Медаль «Прогресс» (2021)[9]